# قشطة وعسل (مسلسل)
قشطة وعسل، مسلسل تلفزيوني مصري عرض في رمضان 1434هـ/2013م.

## قصة المسلسل
في إطار كوميدي تدور الحلقات منفصلة متصلة حول عائلتين مختلفتين في المستوى الاجتماعي والثقافي يقطنا في نفس العقار تنشأ بينهما العديد من المشاكل وتحدث مواقف كوميدية غريبة عندما يقرر أحد أفراد العائلتين مصاهرة العائلة الأخرى.

## بطولة
- سمير غانم
- دينا
- علا غانم
- لطفي لبيب
- أحمد عزمي
- مروة عبد المنعم
- هشام إسماعيل
- علي حسنين
- سلمى أحمد
- تامر القاضي
- مادو